# 학동로 (서울)
학동로(鶴洞路, Hakdong-ro)는 서울특별시 강남구 논현동 논현역에서 청담동 청담배수지공원까지를 잇는 도로이다. 도로명은 도로가 지나는 곳의 과거 지명인 학동에서 유래했다.

## 주요 경유지
서울특별시
- 강남구 (논현동 - 삼성동 - 청담동)

## 같이 보기
- 논현동